# Convention (metropolitana di Parigi)
Convention è una stazione della linea 12 della metropolitana di Parigi.

## La stazione
Questa stazione, abbastanza frequentata, è sita all'incrocio della rue de Vaugirard con la rue de la Convention.

### Accessi
- Rue de la Convention: scala e scala mobile al 189, rue de la Convention
- Rue de Vaugirard: scala al 39, rue Alain Chartier

## Interscambi
- Bus RATP:
  - 62 (rue de la Convention)
  - 39, 80 (rue de Vaugirard)